# Munhoz
Munhoz là một đô thị thuộc bang Minas Gerais, Brasil. Đô thị này có diện tích 190,563 km², dân số năm 2007 là 6298 người, mật độ 38,8 người/km².